# 馬稠後產業園區
馬稠後產業園區，簡稱馬稠後園區，為嘉義縣政府自力開發的產業園區，位於嘉義縣台82線東西向快速公路南側、縣道167號兩側；園區範圍涵蓋鹿草鄉與朴子市，面積共計429.98公頃，鄰近嘉義長庚醫院、國立故宮博物院南部院區、高鐵嘉義站、國道3號水上系統交流道、國道1號水上交流道、嘉義水上機場、西濱快速公路、布袋國內商港等。園區一期於2014年公共工程開工，陸續辦理招商、土地預售，迄今已有90多家廠商進駐，嘉義縣政府正規畫「馬稠後工業區後期開發區」。

## 第二期
嘉義縣政府現正規畫「馬稠後工業區後期開發區」。
嘉義縣政府積極推動與台糖公司合作開發馬稠後產業園區二期開發，台糖董事會2019年8月底已正式通過該開發案，嘉義縣經發處官員指出，預計2020年2月辦理土地出售及招商作業，2024年10月可望完成開發及廠商進駐投產，預期屆時將可創造800億元產值、2萬個就業機會，帶動嘉義縣智慧產業製造與經濟發展
。

## 園區特色
嘉義縣政府自立開發的馬稠後產業園區，結合觀光休閒，設計環繞園區的空中「策馬橋飛輿自行車道」，夜間點燈，彩虹色的燈光吸睛，被稱為「彩虹自行車道」，令網友、車友驚艷，期待能在「最美的自行車道」騎車，縣府最近完成工程驗收，預定8月下旬開放通車。